# شيلي سميث (ممثلة)
شيلي سميث (بالإنجليزية: Shelley Smith)‏ هي عارضة وممثلة أمريكية، ولدت في 25 أكتوبر 1952 في برينستون في الولايات المتحدة.

## وصلات خارجية
- شيلي سميث على موقع IMDb (الإنجليزية)
- شيلي سميث على موقع قاعدة بيانات الفيلم (الإنجليزية)